# Sphaerospira fraseri
Sphaerospira fraseri är en snäckart som först beskrevs av Griffith och Pidgeon 1833.  Sphaerospira fraseri ingår i släktet Sphaerospira och familjen Camaenidae. Inga underarter finns listade i Catalogue of Life.